# Saint-Champ-Chatonod
Saint-Champ-Chatonod är en kommun i departementet Ain i regionen Auvergne-Rhône-Alpes i östra Frankrike. Kommunen ligger  i kantonen Belley som ligger i arrondissementet Belley. Kommunens areal är 5,14 km². År 2018 hade Saint-Champ-Chatonod 147 invånare.

## Befolkningsutveckling
Antalet invånare i kommunen Saint-Champ-Chatonod
Referens: INSEE